# Stützmasse
Als Stützmasse (auch Arbeitsmasse oder Reaktionsmasse genannt; englisch Working mass) bezeichnet man bei Rückstoßantrieben die nach hinten ausgestoßene Masse, durch die der Rückstoß bewirkt wird. Der Schub ist das Produkt aus Massenstrom und Austrittsgeschwindigkeit.
Die Stützmasse kann
- aus der Umgebung entnommen werden, z. B. bei luftatmenden Triebwerken wie dem Strahltriebwerk oder beim Wasserstrahlantrieb;
- ausschließlich aus verbranntem Treibstoff bestehen, z. B. bei chemischen Raketentriebwerken;
- unabhängig von der Antriebsenergie mitgeführt werden, z. B. bei Ionenantrieben oder einer Wasserrakete.